# Dosso Pallavicino
Dosso Pallavicino è una frazione del comune cremonese di Cappella de' Picenardi posta a nordovest del centro abitato.

## Storia
La località era un piccolo villaggio agricolo di antica origine del Contado di Cremona con 114 abitanti a metà Settecento.
In età napoleonica, dal 1810 al 1816, Dosso Pallavicino fu già frazione di Cappella de' Picenardi, ma recuperò poi l'autonomia con la costituzione del Regno Lombardo-Veneto.
I governanti tedeschi tornarono però sui loro passi nel 1841, e annessero definitivamente il comune di Dosso Pallavicino a Cappella de' Picenardi.